# Програмно-конфігурована мережа
Програмно-конфігурована мережа (SDN від англ. Software-defined Networking) - мережа передачі даних, в якій рівень управління мережею відділений від пристроїв передачі даних і реалізується програмно, одна з форм віртуалізації обчислювальних ресурсів.
Дані передаються відповідно до таблиць маршрутизації, що зберігаються на апаратних системах, як і раніше. Але ці таблиці централізовано управляються віддаленою системою, у зв'язку з чим адміністратору не потрібно змінювати таблиці на кожному комутаторі. В ідеальному випадку всі мережеві компоненти повинні управлятися і налаштовуватися в ході однієї операції. Спільна робота компонентів програмно обумовленої мережі може бути заснована на стандарті OpenFlow (підтримується фондом Open Networking Foundation, ONF).

## Застосування
Програмно-конфігуровані мережі ефективні для побудови інфраструктурних хмарних сервісів, в умовах коли за запитом від споживачів послуг необхідно автоматично і в найкоротші терміни створювати віртуальні вузли і виділяти віртуальні мережеві ресурси для них.
Також програмно-конфігуровані мережі доцільні в умовах великих центрів обробки даних, дозволяючи скоротити витрати на супровід мережі за рахунок централізації управління на програмному контролері і підвищити відсоток використання ресурсів мережі завдяки динамічному управлінню.
Іншим перспективним застосуванням програмно-конфігурованих мереж вважаються додатки в концепції «інтернету речей». Це  концепція комунікаційної мережі фізичних або віртуальних об'єктів («речей»), які мають технології для взаємодії між собою та з оточуючим середовищем, а також можуть виконувати певні дії без втручання людини.